# Sandra Kleinová
Sandra Kleinová (* 8. května 1978 Praha) je česká tenistka, profesionálně hrající v letech 1993 až 2007, dcera herečky Andrey Čunderlíkové a hudebníka Ladislava Kleina. V rámci okruhu ITF získala šest titulů ve dvouhře a čtyři ve čtyřhře.
Vyhrála české mistrovství dvanáctiletých, šestnáctiletých a osmnáctiletých. V roce 1996 vystudovala střední školu. Vyhrála 333 dvouher a 54 čtyřher, prohrála 349 dvouher a 85 čtyřher. Na okruhu WTA vydělala 770 761 dolarů.
Nejvýše umístěná na žebříčku WTA pro dvouhru byla v lednu 1998 na 41. místě a pro čtyřhru v červnu 2000 na 209. místě. Od ukončení kariéry komentuje ženské tenisové turnaje pro televizní stanici Eurosport.

## Finále na turnajích okruhu WTA

### Dvouhra

#### Finalistka
|    | Datum         | Název a místo turnaje | Kat.    | ($)     | Povrch  | Vítězka       | Výsledek |
| 1. | 11. září 1995 | TVA Cup Open, Nagoja  | Tier IV | 107 500 | koberec | Linda Wildová | 6-4, 6-2 |

## Výsledky naGrand Slamuve dvouhře
| Rok  | Australian Open | Australian Open | French Open | French Open    | Wimbledon | Wimbledon     | US Open | US Open        |
| 1996 | 1. kolo         | A. Huber        | -           | -              | -         | -             | 1. kolo | K. Kschwendt   |
| 1997 | 3 kolo          | C. Rubin        | 1. kolo     | I. Majoli      | 1 kolo    | D. Chládková  | 1. kolo | M. Lučić       |
| 1998 | 1 kolo          | V. R. Pascual   | 1. kolo     | K. Studeníková | 1 kolo    | J. Novotná    | 1 kolo  | E. Kulikovská  |
| 1999 | 1 kolo          | A. Coetzer      | -           | -              | 1. kolo   | A. Hopmans    | 1. kolo | J. Chi         |
| 2000 | 1. kolo         | C. Martínez     | 1. kolo     | B. Schett      | 1. kolo   | A. Molik      | 2. kolo | A. Kurnikovová |
| 2001 | -               | -               | 1 kolo      | J. Craybas     | 1. kolo   | J. Bovina     | -       | -              |
| 2002 | -               | -               | -           | -              | -         | -             | -       | -              |
| 2003 | -               | -               | 2. kolo     | A. Sugijama    | 1. kolo   | C. Black      | -       | -              |
| 2004 | 1. kolo         | E. Bovina       | 1. kolo     | É. Loit        | 2 kolo    | T. Tanasugarn | 1. kolo | S. Williams    |

## Umístění na žebříčku WTA ve dvouhře / konec roku
| Rok      | 1993 | 1994   | 1995   | 1996   | 1997  | 1998   | 1999  | 2000   | 2001   | 2002   | 2003  | 2004   | 2005   | 2006   | 2007   |
| Umístění | 552. | ▼ 578. | ▲ 121. | ▼ 150. | ▲ 42. | ▼ 165. | ▲ 66. | ▼ 122. | ▲ 121. | ▼ 136. | ▲ 88. | ▼ 140. | ▼ 182. | ▼ 388. | ▼ 739. |